# بلو مایکروفونز
بلو مایکروفونز (انگلیسی: Blue Microphones) شرکت الکترونیک آمریکایی است، که در سال ۱۹۹۵ تأسیس شد و هم‌اکنون زیرمجموعه‌ای از شرکت لاجیتک می‌باشد.